# Адванс Медиа Груп
Адванс Медиа Груп ЕАД е собственост на братя Кирил Домусчиев и Георги Домусчиев, с изпълнителен директор Георги Домусчиев. Тя е дъщерна компания на инвестиционния холдинг „Адванс Пропъртис“ ООД,
През април 2019 г. Адванс Медиа Груп придобива за 185 мпн. евро Нова Броудкастинг Груп – най-голямата медийна група в България от шведската MTG, която продава всичките си телевизионни активи за да се съсредоточи върху бизнеса с нови медии.. В портфолиото ѝ влизат 7 телевизионни канала, включително водещия български политематичен канал „Нова телевизия“, радиото Nova News, печатни издания и киноразпространителската компания LENTA. Портфолиото на Нова Броудкастинг Груп съдържа и множество дигитални медии и платформи, в това число най-голямата българска онлайн поща Abv.bg, водещите новинарски портали Nova.bg, Vesti.bg, Dariknews.bg, както и спортния портал Gong.bg. Нова Броудкастинг Груп е най-големият участник на онлайн пазара в страната, достигайки до около 75% от хората, използващи интернет в България.
През декември 2020 г. продава Нова Броудкастинг Груп на „Юнайтед Груп“.